# Хризип
 Тази статия е за древногръцкия философ.  За персонажа от древногръцката митология вижте Хризип (митология).  
Хризип от Соли в Киликия, 280 – 207 г. пр.н.е. е стоически философ от епохата на Старата стоа.
Отличава се с изключително по своя обем творчество, като допълва и доразвива осезаемо идеята на стоицизма. За него се казва, че има 705 съчинения, неоцелели до днес.
За живота на древния философ се знае твърде малко. Хризип отраства в Тарсус, където се запознава с философията. След загубата на завещаното му наследство се премества в Атина, където става ученик на Клеант, впечатлен от стоическото учение.
Именно Хризип прави стоицизма систематичен и педантичен. Твърди, че единствено Зевс, Върховният огън, е безсмъртен. Всички останали богове, включително слънцето и луната, са родени и смъртни. Смята, че бог няма пръст в причиняването на зло, но не е ясно как успява да съвмести това с детерминизма, поддържан от стоиците. Навсякъде, където се занимава със злото, прилага метода на Хераклит, като твърди, че противоположностите се предполагат една друга и доброто без зло е логически невъзможно.
Хризип твърди, че добрият човек е винаги щастлив, а лошият – нещастен, и че щастието на добрия човек не се отличава по нищо от Божественото. Твърди също, че само душите на мъдреците надживяват смъртта.
Разработва обстойна теория на познанието като общо емпирична и основаваща се на усещането, макар и да предполагали някои идеи и принципи, които смятали за consesus gentium (общоприето от хората).